# Stipa velutina
Stipa velutina là một loài thực vật có hoa trong họ Hòa thảo. Loài này được Vickery, S.W.L. Jacobs & J.Everett miêu tả khoa học đầu tiên năm 1986.